# Dagadt orsócsiga
A dagadt orsócsiga vagy északi orsócsiga (Vestia turgida) a Kárpátok erdeiben élő szárazföldi csigafaj.

## Megjelenése
A dagadt orsócsiga háza nyújtott orsó alakú, 11–17 mm magas és 3–5 mm széles, 9-10 közepesen domború kanyarulat alkotja. Héja sárgásbarna, általában finoman bordázott. A nagyobb tengerszint fölötti magasságon élő csigák háza kisebb, viszont erősebben rovátkolt. Szájadékának bal felső részén kiöblösödés figyelhető meg, aminek határát kis fogszerű lemezke jelzi. A család többi tagjához hasonlóan ajtóval (clausilium) tudja elzárni a ház bejáratát. Az állat sötétszürke színű.

## Elterjedése és életmódja
A Kárpátokban Csehországban és Bajorországban fordul elő; Erdélyben eléggé ritka. A Tátrában 2100 méterig merészkedik.
Közép- és magashegységek nedves talajú erdeiben, bozótosaiban honos, de előfordul erdős lápokban is. Többnyire kidőlt fatörzsek alatt és az avarban lehet rátalálni, fatörzsekre nem mászik fel.
Lengyelországban szaporodási időszaka áprilistól szeptemberig terjed (de főleg május-júliusban). Félig elevenszülő, 2 mm hosszú és lapított petéit sokáig az uterusban tartja; előfordul hogy az állat testében kelnek ki vagy nem sokkal lerakásuk után. Egyszerre 1-11, zselészerű anyagba burkolt petét rak le. A rokonainál néha megfigyelhető petekannibalizmus nála nem ismert.
Magyarországon védett, természetvédelmi értéke 10 000 Ft.